# Таттл, Хорас Парнелл
Хо́рас Па́рнелл Таттл (англ. Horace Parnell Tuttle, по старой транскрипции Туттль; 24 марта 1837, en:Newfield, Maine — 1 августа 1923, Вашингтон (округ Колумбия)) — американский астроном.

## Биография
В 1857 Таттл стал ассистентом в обсерватории Гарвардского колледжа. Он обнаружил несколько комет и был сопервооткрывателем комет 109P/Свифта — Туттля (родоначальница метеорного потока Персеиды) и 55P/Темпеля — Туттля (родоначальница метеорного потока Леониды). При этом его поддерживал Асаф Холл, который рассчитывал орбиты небесных тел. Кроме того, Таттл обнаружил астероиды (66) Майя и (73) Клития.
В 1862 году он покинул Гарвард, чтобы 9 месяцев участвовать в гражданской войне, где он служил казначеем. Впоследствии он был занят в ВМФ США и принял участие в нескольких географических миссиях.
С 1884 года он снова продолжил деятельность в качестве астронома и работал в Американской военно-морской обсерватории в Вашингтоне.

## Галерея

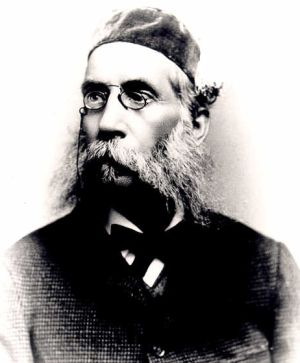
H. P. Tuttle, 1888 (USNO)
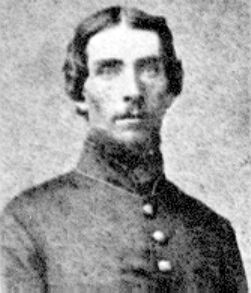
H. P. Tuttle, c. 1862
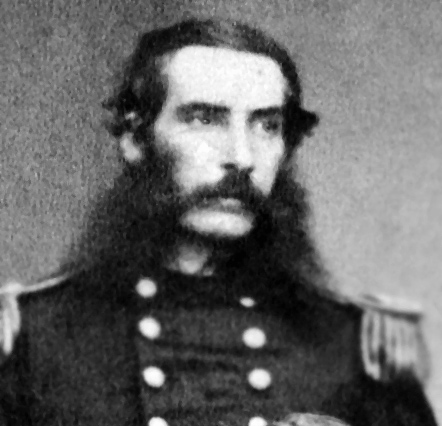
H. P. Tuttle, c. 1866